# Zethera arayata
Zethera arayata är en fjärilsart som beskrevs av Hans Fruhstorfer 1909. Zethera arayata ingår i släktet Zethera och familjen praktfjärilar. Inga underarter finns listade i Catalogue of Life.